# Medal „Za obronę Radzieckiego Obszaru Podbiegunowego”
Medal „Za obronę Radzieckiego Obszaru Podbiegunowego” (ros. Медаль «За оборону Советского Заполярья») – sowieckie odznaczenie wojskowe.

## Zasady nadawania
Medal „Za obronę Radzieckiego Obszaru Podbiegunowego” został ustanowiony dekretem Rady Najwyższej ZSRR z 5 grudnia 1944 roku. Medal został ustanowiony dla nagrodzenie uczestników obrony obszaru podbiegunowego Związku Radzieckiego, głównie żołnierzy Armii Czerwonej, Floty Czerwonej i wojsk NKWD.
Łącznie do 1 stycznia 1995 roku nagrodzono tym medalem ok. 353.240 osób.

## Opis odznaki
Odznakę medalu stanowi wykonany z mosiądzu krążek o średnicy 32 mm. Na awersie medalu znajduje się popiersie ubranego w strój zimowy żołnierza z pistoletem maszynowym PPSz w ręku. W tle – zarys okrętu, na dole stylizowane sylwetki czołgów, a w górze medalu sylwetki samolotów. Wokół medalu napis: ЗА ОБОРОНУ СОВЕТСКОГО ЗАПОЛЯРЬЯ (pol. „ZA OBRONĘ RADZIECKIEGO OBSZARU PODBIEGUNOWEGO”), a w dole mała gwiazda. Na rewersie medalu umieszczono symbol ZSRR – sierp i młot oraz napis po rosyjsku: ЗА НАШУ СОВЕТСКУЮ РОДИНУ („ZA NASZĄ RADZIECKĄ OJCZYZNĘ”).
Medal zawieszony jest na metalowej pięciokątnej blaszce obciągniętej wstążką koloru niebieskiego z zielonym paskiem pośrodku i białymi obok zielonego oraz na brzegu wstążki.